# Paul Drayton
Otis Paul Drayton (ur. 8 maja 1939 w Glen Cove w stanie Nowy Jork, zm. 2 marca 2010 w Cleveland) – amerykański lekkoatleta sprinter, mistrz i wicemistrz olimpijski z 1964 z Tokio.
Jako student Villanova University był w składzie sztafety 4 × 100 metrów, która podczas meczu lekkoatletycznego Związek Radziecki – Stany Zjednoczone 15 lipca 1961 w Moskwie ustanowiła rekord świata czasem 39,1 s (biegła w składzie Hayes Jones, Frank Budd, Charles Frazier i Drayton). Był mistrzem Stanów Zjednoczonych (AAU) w biegu na 220 jardów w 1961 i 1962, a w 1963 zdobył ten tytuł wspólnie z Henrym Carrem.
Podczas amerykańskich kwalifikacji przed igrzyskami olimpijskimi w 1964 w Tokio pokonał Carra i zwyciężył w biegu na 200 metrów. Była to jedyna porażka Carra w tym sezonie. Na igrzyskach Carr zrewanżował się Draytonowi i zdobył złoty medal, a Drayton srebrny. W sztafecie 4 × 100 metrów Drayton biegł na 1. zmianie, a po nim Gerald Ashworth, Richard Stebbins i Bob Hayes. Razem zdobyli złoty medal z rekordem świata 39,0 s. 

## Rekordy życiowe
- bieg na 100 jardów – 9,3 s (1961)
- bieg na 100 metrów – 10,2 s (1962)
- bieg na 200 metrów – 20,55 s (1962)
- bieg na 440 jardów – 47,2 (1964)